# Simon Wells
Simon Wells (nacido en 1961) es el bisnieto de H. G. Wells. Es más conocido por dirigir en 2002 el remake de La máquina del tiempo. Ha dirigido Fievel va al Oeste, Balto, El príncipe de Egipto y la adaptación al cine de We're Back! A Dinosaur's Story (Hemos vuelto, una historia de dinosaurios). 
Ha trabajado en la película Stand by Love y en la versión animada del Capitán EO.
Fue nominado en el festival de Premios Annie número 34 en la categoría de "Al mejor storyboard animado" por su storyboard en Flushed Away.

## Filmografía
- Director:
  - Capitán EO animado (TBA)
  - Mars Needs Moms (2011)
  - Jungle Tiger (2011)
  - La máquina del tiempo (2002)
  - El príncipe de Egipto (1998)
  - Sammy y Raj: viajeros del tiempo (2000)
  - Balto (1995)
  - We're Back! A Dinosaur's Story (1993)
  - Fievel va al Oeste (1991)

- Departamento de Animación:
  - Kung Fu Panda 2 (2011) (story artist)
  - Shrek tercero (2007) (story artist)
  - Shrek 2 (2004) (additional story artist)
  - ¿Quién engañó a Roger Rabbit? (1988) (supervisor de animación)

- Departamento de Arte:
  - Kung Fu Panda 3 (2016) (storyboard)
  - The Croods (2013) (storyboard)
  - Flushed Away (2006) (storyboard)
  - Shark Tale (2004) (storyboard)
  - Simbad: La leyenda de los siete mares (2003) (storyboard)
  - Spirit: El corcel indomable (2002) (storyboard)
  - The Road to El Dorado (2000) (storyboard)
  - Antz (1998) (storyboard)

- Escritor:
  - Mars Needs Moms (2011)
  - Kung Fu Panda 2 (2011) (Historia adicional)
  - Chicken Run (2000) (historia adicional)